# Tervasaari (ö i Lappland, Kemi-Torneå)
Tervasaari är en ö i Finland.   Den ligger i den ekonomiska regionen  Kemi-Torneå  och landskapet Lappland, i den norra delen av landet, 700 km norr om huvudstaden Helsingfors.